# 11 thermidor
11 messidor 11 fructidor
Le primidi 11 thermidor, officiellement dénommé jour du panic, est le 311e jour de l'année du calendrier républicain.
C'était généralement le 29e jour du mois de juillet dans le calendrier grégorien.